# Silk Road (Art Farmer)
Silk Road è un album di Art Farmer, pubblicato dalla Arabesque Records nel 1997. Il disco fu registrato l'11 e 12 giugno 1996 all'Eastside Sound di New York (Stati Uniti).

## Tracce
1. Tonk – 6:38 (Ray Bryant, Duke Ellington, Billy Strayhorn)
2. Ancient Evening – 8:26 (Jon Hassell, Geoff Keezer, David Sylvian)
3. Stardust – 5:38 (Hoagy Carmichael, Mitchell Parish)
4. Dance of the One – 7:34 (Don Braden)
5. Silk Road (Dedicated to D. Brown) – 5:51 (Geoff Keezer)
6. Flashback – 6:59 (Art Farmer)
7. I Let a Song Go Out of My Heart – 7:50 (Duke Ellington, Irving Mills, Henry Nemo, John Redmond)
8. Coming Home – 6:41 (Kenny Davis, Elmore James, Billy Wood)

## Musicisti
- Art Farmer - flumpet (strumento personale di Art, ibrido tra la tromba ed il flicorno)
- Don Braden - sassofono alto
- Ron Blake - sassofono tenore
- Geoff Keezer - pianoforte
- Kenny Davis - basso
- Carl Allen - batteria